# Silymarin

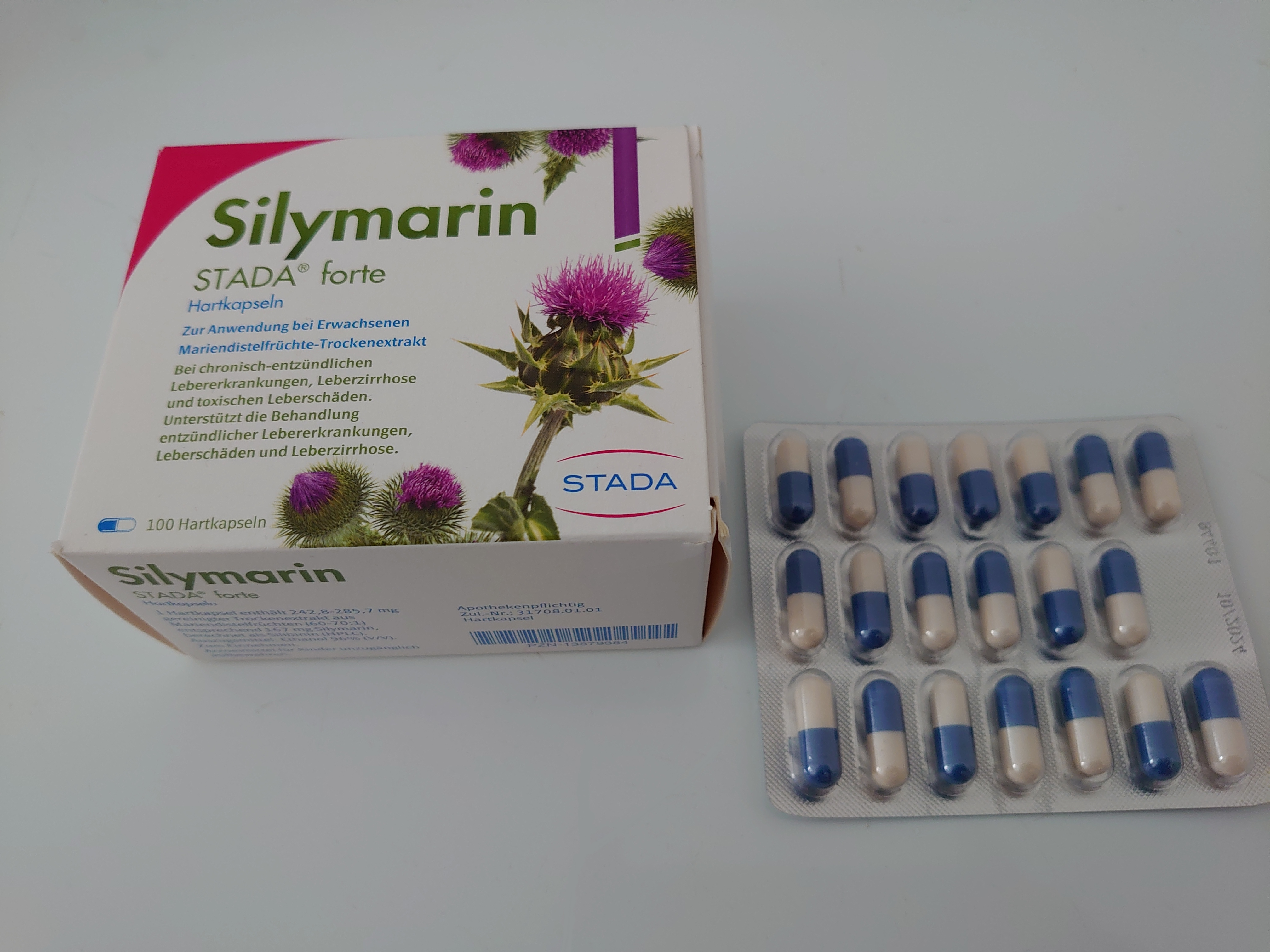
Silymarin-Kapseln des Herstellers Stada

Silymarin ist ein Gemisch der Flavanonolderivate Silibinin, Isosilibinin, Silicristin und Silidianin.

## Gewinnung
Silymarin wird aus den Früchten der Mariendistel gewonnen. Es wurde 1930 von Hörhammer erstmals extrahiert. Der Wirkstoffkomplex macht bis zu drei Prozent der getrockneten Droge aus. Silymarin setzt sich zu 20 bis 45 Prozent aus Silicristin und Silidianin, zu 40 bis 65 Prozent aus Silibinin A und B sowie zu 10 bis 20 Prozent aus Isosilibinin A und B zusammen. Als Auszugsmittel werden Ethylacetat, Aceton, Ethanol oder Methanol verwendet (ggf. mit Wasser verdünnt).

## Verwendung
Silymarin wird in der Medizin vor allem bei Pilzvergiftungen eingesetzt, bei denen der Hauptinhaltstoff Silibinin wirksam ist. 
Als pflanzliches Hausmittel wird Silymarin bei Völlegefühl und Blähungen angewendet.